# Liste der Bodendenkmäler in Erlenbach bei Marktheidenfeld
Auf dieser Seite sind die Bodendenkmäler in der unterfränkischen Gemeinde Erlenbach bei Marktheidenfeld zusammengestellt. Diese Tabelle ist eine Teilliste der Liste der Bodendenkmäler in Bayern. Grundlage ist die Bayerische Denkmalliste, die auf Basis des Bayerischen Denkmalschutzgesetzes vom 1. Oktober 1973 erstmals erstellt wurde und seither durch das Bayerische Landesamt für Denkmalpflege geführt wird. Die folgenden Angaben ersetzen nicht die rechtsverbindliche Auskunft der Denkmalschutzbehörde.

## Bodendenkmäler in Erlenbach bei Marktheidenfeld
| Lage                    | Objekt | Akten-Nr.     | Bild |
| ----------------------- | --- | ------------- | ---- |
| (Standort)              | Grabhügel vorgeschichtlicher Zeitstellung                                                                        | D-6-6123-0042 |      |
| (Standort)              | Bestattungsplatz mit Grabhügeln vorgeschichtlicher Zeitstellung.                                                 | D-6-6123-0043 |      |
| (Standort)              | Bestattungsplatz mit Grabhügeln vorgeschichtlicher Zeitstellung.                                                 | D-6-6123-0044 |      |
| Bergstraße 3 (Standort) | Vorgängerbau und Befunde der frühen Neuzeit im Bereich der katholischen Filialkirche St. Ägidius von Tiefenthal. | D-6-6123-0052 |      |
| (Standort)              | Siedlung vorgeschichtlicher Zeitstellung.                                                                        | D-6-6123-0097 |      |
| (Standort)              | Siedlung der Urnenfelderzeit, der Hallstattzeit und der älteren Latènezeit.                                      | D-6-6123-0099 |      |